# Beta Piscium
Beta Piscium (Fum al Samakah, Samaka, 4 Piscium) é uma estrela na direção da Pisces. Possui uma ascensão reta de 23h 03m 52.61s e uma declinação de +03° 49′ 12.3″. Sua magnitude aparente é igual a 4.48. Considerando sua distância de 492 anos-luz em relação à Terra, sua magnitude absoluta é igual a −1.42. Pertence à classe espectral B6Ve.